# Live at the Olympia 2000
Live at the Olympia 2000 – koncertowy album amerykańskiego muzyka Raya Charlesa, wydany w 2005 roku. Materiał na płytę zarejestrowany został podczas występu Charlesa w Olimpii w 2000 roku. Ray wykonał w jego trakcie jedne ze swoich największych hitów, w tym m.in. "What’d I Say", "I Got a Woman" oraz "Georgia on My Mind". Ten sam koncert ukazał się również na DVD o tym samym tytule.

## Odbiór
Zarówno album, jak i DVD zyskały bardzo pozytywne opinie, a krytycy określili sam koncert mianem historycznego, niezapomnianego i legendarnego.

## Lista utworów
| 1.  | "Blues for Big Scotia" (Peterson)              | 1:15    |
|     |                                                |         |
| 2.  | "Just the Way You Look Tonight" (Fields, Kern) | 7:05    |
|     |                                                |         |
| 3.  | "Route 66" (Troup)                             | 4:51    |
|     |                                                |         |
| 4.  | "Song for You" (Russell)                       | 6:14    |
|     |                                                |         |
| 5.  | "Hallelujah, I Love Her So" (Charles)          | 3:09    |
|     |                                                |         |
| 6.  | "Georgia on My Mind" (Carmichael, Gorrell)     | 6:12    |
|     |                                                |         |
| 7.  | "Stranger in My Own Home Town" (Mayfield)      | 4:45    |
|     |                                                |         |
| 8.  | "Angelina" (Koppang)                           | 5:52    |
|     |                                                |         |
| 9.  | "I Got a Woman" (Charles, Richard)             | 5:50    |
|     |                                                |         |
| 10. | "Hey Girl" (Goffin, King)                      | 5:36    |
|     |                                                |         |
| 11. | "Almost Like Being in Love Again" (Demmans)    | 2:17    |
|     |                                                |         |
| 12. | "Just for a Thrill" (Armstrong, Charles)       | 5:18    |
|     |                                                |         |
| 13. | "It Had to Be You" (Jones, Kahn)               | 5:27    |
|     |                                                |         |
| 14. | "What’d I Say" (Charles)                       | 6:06    |
|     |                                                |         |
|     |                                                | 1:09:57 |
|     |                                                |         |